# دنیل (فیلم)
دنیل (انگلیسی: Daniel) فیلمی به کارگردانی سیدنی لومت است که در سال ۱۹۸۳ منتشر شد.